# Buchwalli
Buchwalli ist ein Ortsteil der Stadt Waldmünchen im Landkreis Cham des Regierungsbezirks Oberpfalz im Freistaat Bayern.

## Geografie
Buchwalli liegt auf dem Osthang des 615 Meter hohen Kapellenberges, 300 Meter westlich der Böhmischen Schwarzach, die 1 Kilometer südlich von Buchwalli den Perlsee durchfließt.
Die Ortschaft liegt 660 Meter westlich der Staatsstraße 2146, 1,6 Kilometer südwestlich der tschechischen Grenze und 2,5 Kilometer nördlich von Waldmünchen.

## Geschichte
1858 wurde Buchwalli im Adress-Handbuch für den Regierungsbezirk der Oberpfalz und von Regensburg im Königreiche Bayern, 1858, S. 195, als Einöde, zur Stadt Waldmünchen gehörig, aufgeführt.
Buchwalli wurde im Regensburger Tagblatt: Kampf-Organ für nationale Freiheit und soziale Gerechtigkeit, 1862, S. 8 anlässlich einer Holzversteigerung genannt.
In der Matrikel des Bistums Regensburg von 1863 wurde Buchwalli unter dem Namen Buchweile mit 13 Seelen und 2 Häusern als zur Pfarrei Waldmünchen gehörig verzeichnet.
Ab 1864 erscheint Buchwalli in den amtlichen Verzeichnissen.
Buchwalli gehört zur Gemeinde und zur Pfarrei Waldmünchen. 1997 hatte Buchwalli 3 Katholiken.

## Einwohnerentwicklung ab 1864
| Jahr | Einwohner | Gebäude |
| ---- | --------- | ------- |
| 1861 | 13        | k. A.   |
| 1871 | 13        | 6       |
| 1885 | 24        | 3       |
| 1900 | 22        | 3       |
| 1913 | 17        | 4       |
| 1925 | 15        | 3       |

| Jahr | Einwohner | Gebäude |
| ---- | --------- | ------- |
| 1950 | 17        | 3       |
| 1961 | 18        | 3       |
| 1970 | 17        | k. A.   |
| 1987 | 2         | 2       |
| 2011 | 7         | k. A.   |

## Tourismus
Am Ostrand von Buchwalli vorbei führen der Schwarzachtal-Radweg und der Iron Curtain Trail (EV13). 800 Meter südlich von Buchwalli auf dem Nordwestufer des Perlsees befinden sich ein Kletterwald und ein großer Campingplatz.